# Retiro de la OTAN

Logo de la OTAN

El retiro de la Organización del Tratado del Atlántico Norte (OTAN) es el proceso legal y político por el cual un miembro de la OTAN se retira del Organización del Tratado del Atlántico Norte y, por lo tanto, el país en cuestión deja de ser miembro de la OTAN. El proceso formal se establece en el Artículo XIII del Tratado. Este dice que cualquier país que quiera salir debe enviar a Estados Unidos (como custodio) un “aviso de denuncia” que Estados Unidos luego pasaría a los demás países de la alianza. Después de un período de espera de un año, la salida del país sería efectiva.

## Retiros considerados por diferentes actores políticos

### Canadá
En 2022, el consenso general del gobierno canadiense es apoyar la membresía en la OTAN como parte de la política de defensa nacional. Los partidos que existen en el Parlamento canadiense que apoyan la membresía en la OTAN incluyen el Partido Liberal, la oposición de centro-derecha Partido Conservador, y el  Quebec soberanista Bloc Québécois.
En 2019, el Partido Verde abogó por una revisión de la membresía canadiense en la alianza. La posición del Nuevo Partido Democrático socialdemócrata es complicada; aunque existe un apoyo general para la membresía en la OTAN dentro del partido, incluidos los exlíderes del partido Jack Layton y Tom Mulcair, el Caucus Socialista del NDP aboga por revocar la membresía de Canadá. Algunas de las razones para la oposición a la membresía de la alianza incluyen que la membresía es incompatible con la tradición de mantenimiento de la paz y preocupaciones sobre la soberanía canadiense sobre sus fuerzas de defensa.

### España
El partido político Podemos propone la salida de España de la OTAN.

### Francia
En 1966, debido al deterioro de las relaciones entre Washington y París debido a la negativa a integrar la disuasión nuclear de Francia con las demás potencias del Atlántico Norte, o a aceptar cualquier forma de control colectivo sobre sus fuerzas armadas, el presidente francés Charles de Gaulle rebajó la membresía de Francia en la OTAN y retiró a Francia del mando militar liderado por los Estados Unidos para buscar un sistema de defensa independiente. Sin embargo, también dijo que Francia permanecería en la alianza incluso después del final del período de compromiso de 20 años en 1969, a menos que los "elementos fundamentales de las relaciones entre Oriente y Occidente" cambiaran.
En 2009, Francia se unió al mando militar de la OTAN. Este cambio de política fue anunciado por el presidente Nicolas Sarkozy y respaldado por el Parlamento francés.
Actualmente, los partidos políticos señalados en Francia; incluyen al soberanista Unión Popular Republicana